# مايكل مالون
مايكل مالون (بالإنجليزية: Michael Malone)‏‏ (22 نوفمبر 1942 في دورهام، كارولاينا الشمالية - 19 أغسطس 2022) كاتب سيناريو، وروائي، وناقد أدبي من الولايات المتحدة.

## الجوائز
- جائزة إيمي داي تايم  [لغات أخرى]‏
- جائزة إدغار